# Peace Maker (album)
Pour les articles homonymes, voir Peacemaker.
Albums de Doc Gynéco
Le Doc Au Pays
(2006) 1.000%
(2018)
Peace Maker est le 6e album du rappeur Doc Gynéco, sorti en novembre 2008.
Produit par Pierre Sarkozy, alias DJ Mosey, cet album a été un échec commercial avec seulement 2 000 exemplaires vendus.

## Liste des titres
1. À cœur ouvert
2. Ma route
3. L'incompris (avec la participation de Jimmy Cozier)
4. À mes côtés
5. Céleste
6. Comme d'hab (avec la participation de Philémon)
7. Numéros
8. Ma bourgeoise
9. À nos héros
10. La rue (avec la participation de Johnny Hallyday) chœurs Harry Sangaré

## Classements
| Charts                       | Meilleure position |
| ---------------------------- | ------------------ |
| France (SNEP)                | 20                 |
| Belgique (Wallonie Ultratop) | 27                 |
| Suisse (Schweizer Hitparade) | 30                 |